# Humayuns tombe

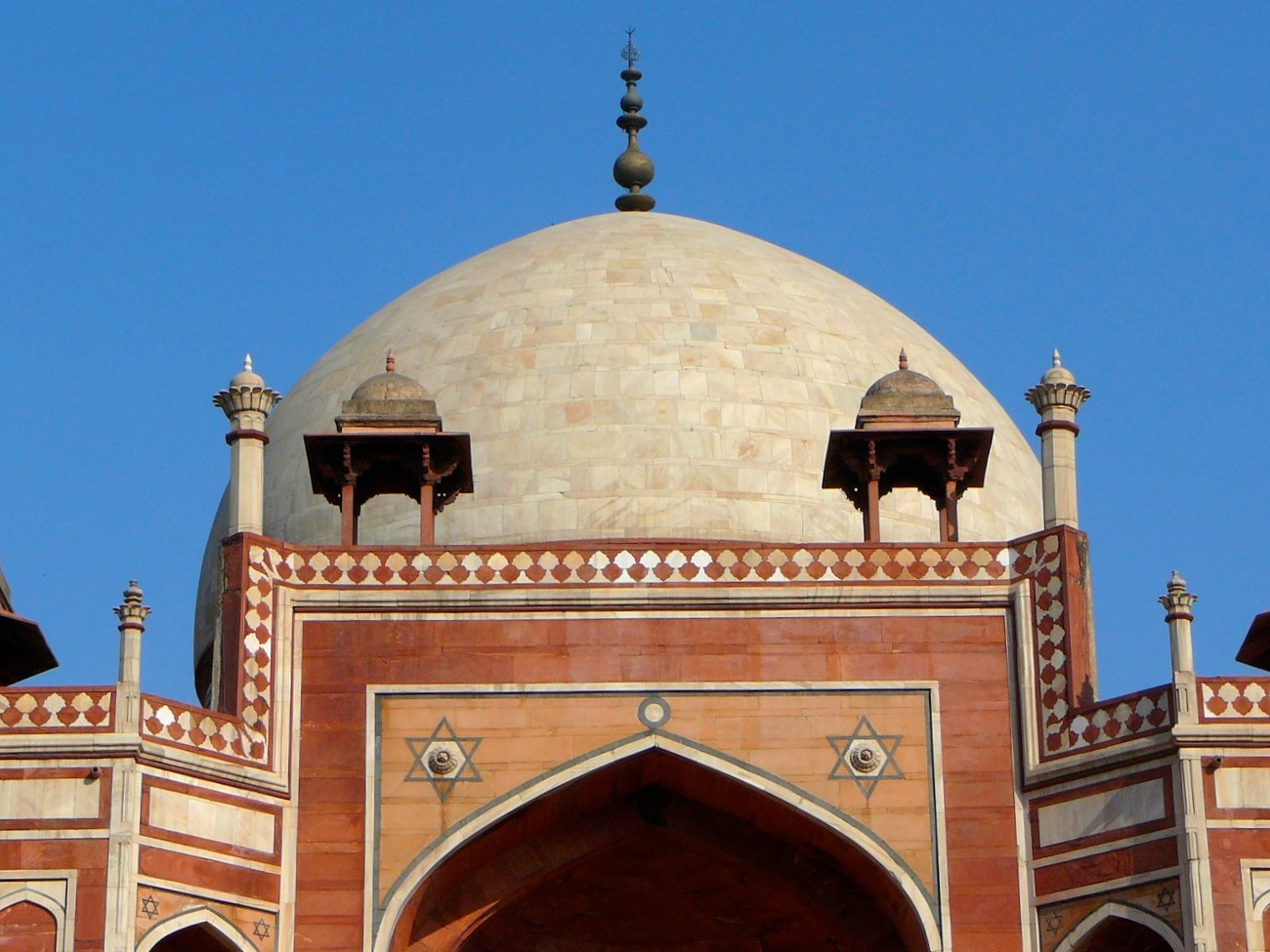
de marmeren koepel

Humayuns tombe is een grootschalig grafmonument in Delhi dat tussen 1562 en 1571 werd gebouwd als laatste rustplaats voor de tweede heerser van het Mogolrijk, Humayun († 1556). De in rood zandsteen opgetrokken tombe ligt in het midden van een tuin, aangelegd volgens het Perzische chahar bagh-patroon. Het complex werd in 1993 door UNESCO op de Werelderfgoedlijst geplaatst.
Opdrachtgever voor de bouw van het complex was Humayuns zoon en opvolger Akbar. Hij liet het toezicht op de werkzaamheden over aan zijn moeder, Humayuns weduwe Hamida Banu Begum. Het was het eerste grote bouwproject van Akbar. Later zou hij in het dorpje Fatehpur Sikri een compleet nieuwe hoofdstad neerzetten. Met de bouw van Humayuns tombe initieerde Akbar een nieuwe fase in de Mogol-architectuur. Zijn voorgangers Babur en Humayun hadden in Panipat en Agra wel moskeeën gebouwd, naar het voorbeeld van hun Timoeridische voorgangers in Centraal-Aziatische steden als Herat en Samarkand, maar geen grafmonumenten.
Wellicht wilde Akbar de macht van zijn dynastie tonen door het grote grafmonument van Sher Shah Suri bij Sasaram in Bihar (1545) te overtreffen. Deze sultan van Delhi had zijn vader Humayun uit India verjaagd, maar na twaalf jaar ballingschap in Perzië had deze zijn rijk weten te heroveren. Een mogelijk andere inspiratie is de Gur-e Emir in Samarkand, het graf van de voorvader van de Mogoldynastie, Timoer Lenk.
Het basisidee achter Humayuns tombe, een grote tombe in een symmetrisch aangelegde tuin, werd door de latere Mogols overgenomen bij het bouwen van de grafmonumenten voor overleden heersers en andere familieleden. Het hoogtepunt in deze traditie was de Taj Mahal in Agra, gebouwd door Akbars kleinzoon Shah Jahan.
De islamitische Mogols waren afkomstig uit Centraal-Azië en de invloed van vooral de Perzische cultuur op hun architectuur was groot. Humayuns tombe werd ontworpen en gebouwd door de Perzische architect Mirak Mirza Ghiyath (ook wel Mirak Sayid Ghiyath genoemd) en zijn zoon Sayyid Muhammed. Zij hadden eerder in Herat en Boechara tuinen in Timoeridische stijl aangelegd. Deze chahar bagh-tuinen werden in een symmetrisch patroon aangelegd, waarbij kanalen en looppaden de scheiding vormden tussen de perken. Dit type tuinen werd in de islamitische traditie geassocieerd met het paradijs. Volgens de Koran (en ook de Bijbel) ontsprongen vier rivieren uit het paradijs. Bij de tuinen rond Humayuns tombe werd dit beeld expliciet gemaakt doordat de vier hoofdkanalen onder het fundament van het mausoleum verdwijnen.
De tombe staat op een verhoogd fundament dat aan alle zijden 99 meter lang is. Het mausoleum zelf is een onregelmatige achthoek. De zijden van 45 meter lang hebben elk een grote toegangspoort. De façade is afgewerkt met rood zandsteen en wit marmer, een symbolische combinatie van kleuren die een lange historie had in de Indiase bouwkunst. Het bouwwerk wordt gekroond met een grote, uivormige koepel, in de islamitische traditie het symbool voor de hemel. De koepel wordt omringd door vier paviljoenen (chattri's) met eenzelfde type koepel.
Binnen het mausoleum is een achthoekige ruimte de centrale koepelzaal, waar de cenotaaf van Humayun staat. Het eigenlijke graf bevindt zich onder de cenotaaf, in het fundament. Rond de centrale hal bevinden zich acht andere ruimtes, door passages verbonden met elkaar en de grafruimte. De acht toegangspoorten tot de koepelzaal zijn een verwijzing naar de acht poorten van het paradijs in de Koran. Op de eerste verdieping wordt dit patroon herhaald.
- Virtual International Authority File: 306363318

Grotten van Ajanta · Grotten van Ellora · Fort van Agra · Taj Mahal · Zonnetempel van Konárak · Monumentengroep bij Mahabalipuram · Nationaal park Kaziranga · Wildpark Manas · Nationaal Park Keoladeo · Kerken en kloosters van Goa · Monumentengroep bij Khajuraho · Monumentengroep bij Hampi · Fatehpur Sikri · Monumentengroep bij Pattadakal · Grotten van Elephanta · Chola-tempels · Nationaal park Sundarbans · Nationale parken Nanda Devi en Bloemenvallei · Boeddhistische monumenten bij Sanchi · Humayuns tombe, Delhi · Qutb Minar en zijn monumenten, Delhi · Bergspoorwegen van India · Mahabodhitempel · Rotsschuilplaatsen van Bhimbetka · Archeologisch park Champaner-Pavagadh · Chhatrapati Shivaji Terminus (voormalig Victoria Station) · Rode Fortcomplex · Heuvelforten van Rajasthan · Rani ki vav (the Queen’s Stepwell) in Patan, Gujarat · Nationaal park Great Himalayan · Nationaal park Khangchendzonga · Architecturaal werk van Le Corbusier (Hoofdstedelijk gebouwencomplex van Chandigarh) · Archeologische site Nalanda Mahavihara (universiteit van Nalanda) in Nalanda, Bihar · Historische stad Ahmadabad · Ensembles van neogotiek en art deco in Mumbai · De stad Jaipur, Rajasthan · Kakatiya Rudreshwara (Ramappatempel) · Dholavira: een stad van de Harappabeschaving · Moidams - het grafheuvelsysteem van de Ahomdynastie